# Ioana Luca

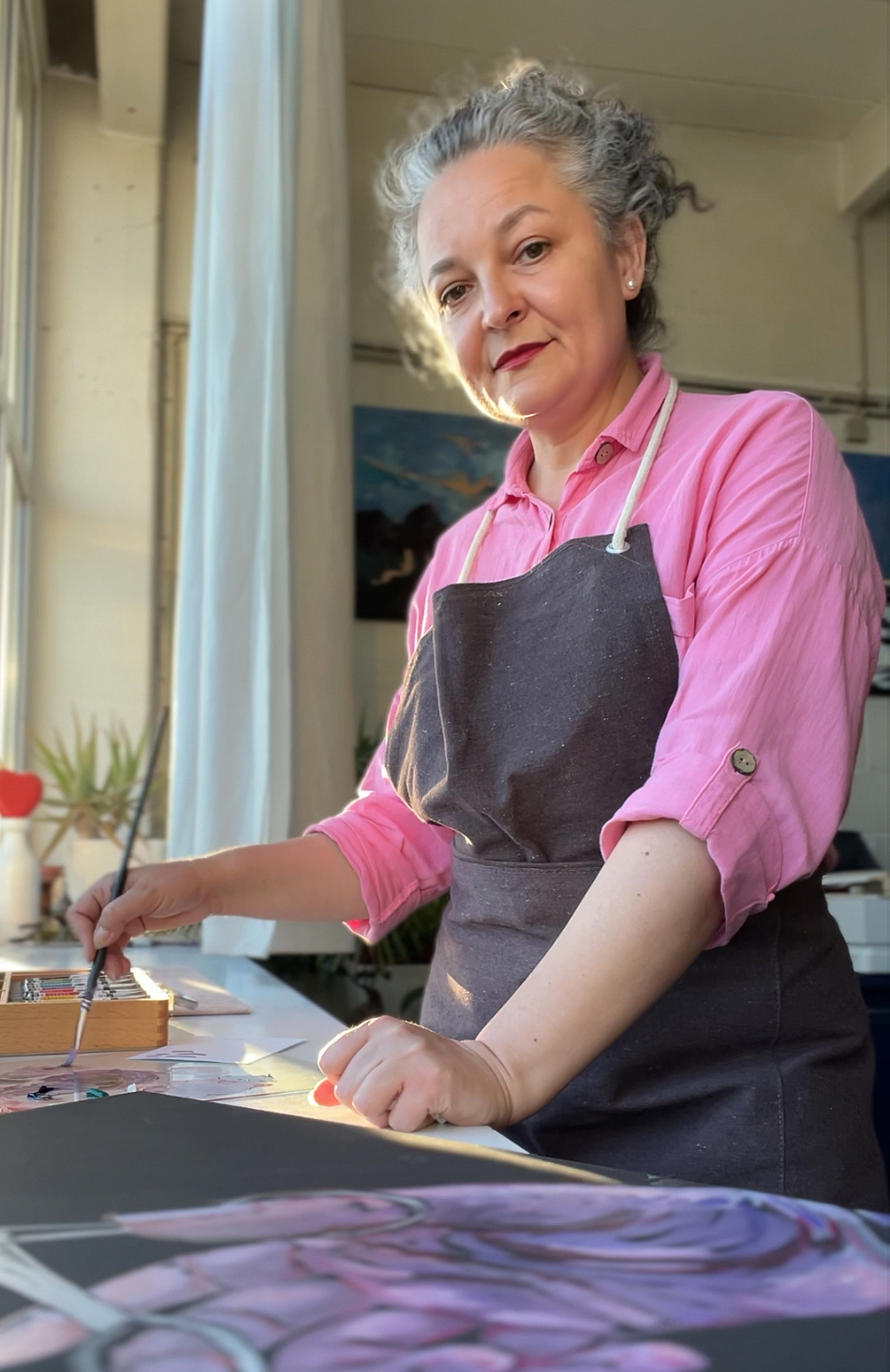
Ioana Luca im Atelier, 2023

Ioana Luca (* 2. Februar 1977 in Iași, Rumänien) ist eine deutsch-rumänische Malerin und Bildhauerin. Sie lebt und arbeitet in Düsseldorf.

## Leben
Ioana Luca wurde 1977 im kommunistischen Rumänien als Tochter einer Krankenschwester und eines Stahlwerkarbeiters geboren.
1997 begann sie ein Studium der Orthodoxen Theologie und Bildenden Künste an der Theologischen Fakultät der Staatlichen Universität „Alexandru Ioan Cuza“ in Iași, das sie im Jahr 2001 abschloss. Zu ihren Lehrern zählten der Bildhauer Vasile Condurache und der Maler und Kunstkritiker Aurel Istrati.
Im Alter von 25 Jahren vollzog Ioana Luca einen Bruch mit ihrer Vergangenheit und der traditionellen Gesellschaft, in der sie aufgewachsen war. Sie verließ Rumänien und unternahm eine Reise nach Deutschland, wo sie sich 2002 dauerhaft niederließ. Ein Jahr später, 2003, heiratete sie den deutschen Maler Detlev Foth.
Sie leben und arbeiten in Düsseldorf.
Ioana Luca wird in Kürschners Handbuch der Bildenden Künstler aufgeführt. Sie ist auch in das Kunstadressbuch Deutschland, Österreich, Schweiz aufgenommen.

## Werk

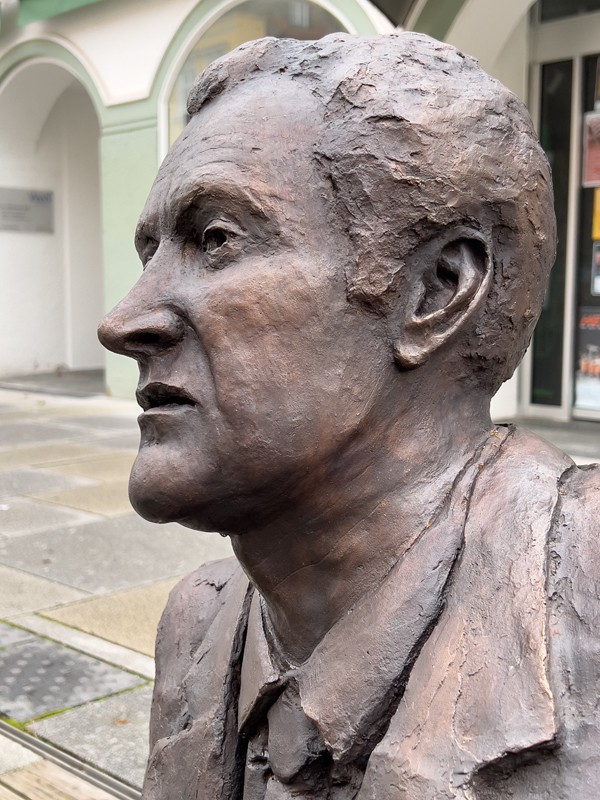
Denkmal des Schauspielers Karl Obermayr in Freising, realisiert von der Künstlerin Ioana Luca (Detail)

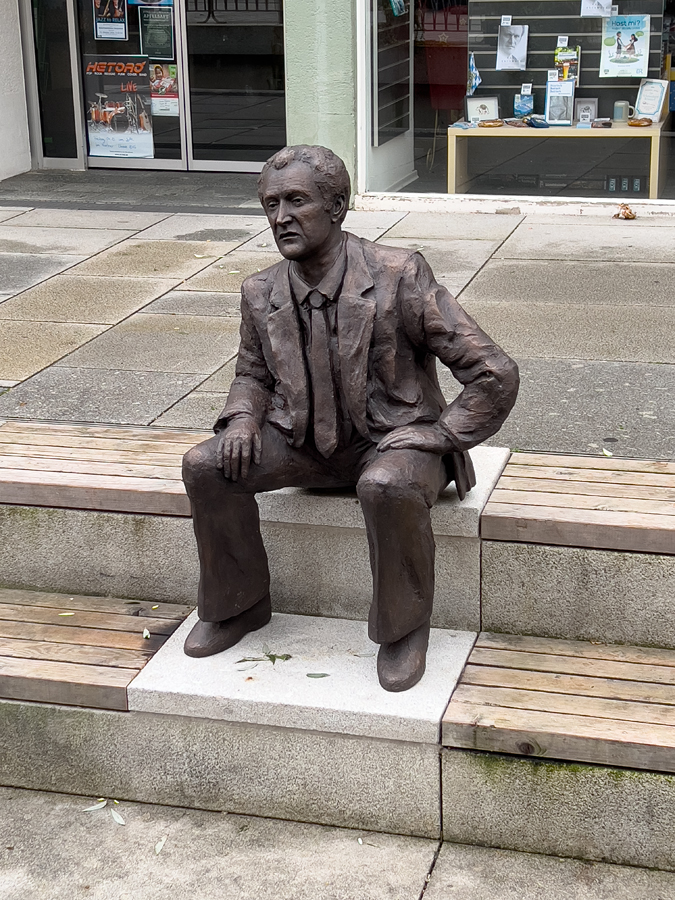
Denkmal des Schauspielers Karl Obermayr in Freising, realisiert von der Künstlerin Ioana Luca

Schon früh entwickelte Ioana Luca eine tiefe Faszination für Kunst, insbesondere für religiöse Themen, die während der kommunistischen Ära weitgehend aus dem öffentlichen Leben verbannt waren. Diese Themen gewannen jedoch nach dem Sturz des Regimes im Jahr 1989 wieder an Bedeutung, was Lucas künstlerische Entwicklung stark prägte.
In Deutschland wandte sie sich verstärkt der freien Kunst zu und erweiterte ihr thematisches Spektrum.
Sie nahm an verschiedenen Ausstellungen teil, wie z. B. 2002 in der Cubus Kunsthalle in Duisburg oder 2015 an der Gruppenausstellung „Atelier Europa“, organisiert von der Deutschen Gesellschaft für Internationale Zusammenarbeit (GIZ) GmbH, in Eschborn bei Frankfurt. 2008 fand eine Einzelausstellung im Sozialgericht Düsseldorf statt.
Seit 2016 bildet die figurative Bildhauerei einen Schwerpunkt in ihrer künstlerischen Arbeit. Diese konzentriert sich auf die menschliche Physiognomie und Anatomie – Bereiche, in der sie bereits während ihres Studiums fundierte Kenntnisse erworben hatte.
2022 gewann Ioana Luca den Skulpturenwettbewerb „Ein Denkmal für Karl Obermayr“, der von Stadtheimatpflege Freising e.V. unter der Leitung von Bernhard Reiml organisiert wurde. Die lebensgroße Bronzestatue, die den Schauspieler Karl Obermayr darstellt, wurde unter großer Beteiligung der Öffentlichkeit durch Spenden finanziert und am 12. Oktober 2024 in der Freisinger Innenstadt feierlich enthüllt. Neben den vielen privaten Spendern gab es auch Unterstützer wie die Edith-Haberland-Wagner Stiftung und die Otto und Therese Stumpf Stiftung.